# Hanna Ljungberg

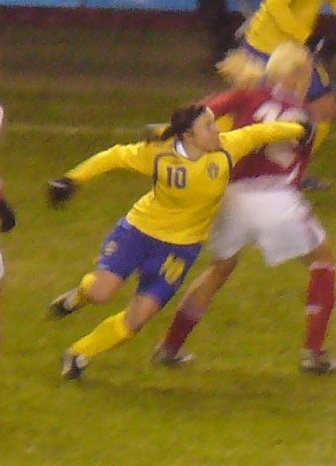
Hanna Ljungberg

Hanna Ljungberg (* 8. Januar 1979 in Umeå) ist eine ehemalige schwedische Fußballspielerin und war mit 72 Toren in 130 Länderspielen langjährige Rekordtorschützin ihres Landes.

## Werdegang
Sie spielte für den mehrfachen schwedischen Meister und Europapokalsieger Umeå IK und war als torgefährliche und durchsetzungsstarke Stürmerin eine der tragenden Stützen der schwedischen Nationalmannschaft. Ljungberg absolvierte insgesamt 227 Ligaeinsätze für Umeå IK und erzielte 196 Tore. 
2002 gewann sie den „Diamantbollen“ und wurde Fußballerin des Jahres. Im darauffolgenden Jahr wurde sie mit der schwedischen Nationalelf Vizeweltmeister in den USA. 2003 wollte der italienische Männer-Erstligaverein AC Perugia Hanna Ljungberg verpflichten. Doch Ljungberg lehnte mehrere Angebote der Italiener ab.
Nach einer schwerwiegenden Knieverletzung gab sie 2009 ihren Rücktritt als aktive Fußballerin bekannt.